# Svenska Cupen 2011
De Svenska Cupen 2011 was de 56ste editie van dit nationale voetbalbekertoernooi van Zweden dat door de SvFF werd georganiseerd.
Het toernooi begon op 5 maart en eindigde op 5 november met de finale in het Olympia in Helsingborg. Titelverdediger en landskampioen Helsingborgs IF behaalde voor de vijfde keer de bekerzege binnen na 1941, 1998, 2006 en 2010. In de finale werd Kalmar FF met 3-1 verslagen. Kalmar FF nam de plaats van Helsingborgs IF in de UEFA Europa League 2012/13 in als verliezend finalist.

## Deelname en opzet
Er namen dit jaar 98 clubs deel aan de bekercompetitie. Dit waren de zestien clubs uit de Allsvenskan (de hoogste divisie in Zweden), de zestien clubs uit de Superettan (de tweede divisie) en 66 clubs uit de lagere (district)divisies. Het bekertoernooi omvatte dit jaar acht ronden die door middel van het knock-outsysteem werd gespeeld.

## Uitslagen

### Voorronde
De wedstrijden in de voorronde werden van 5 tot en met 26 maart gespeeld.
| Thuisclub        | Uitslag      | Uitclub              |
| ---------------- | ------------ | -------------------- |
| IFK Mariestad    | 8-0          | Axbergs IF           |
| Friska Viljor FC | 4-0          | Kubikenborgs IF      |
| Melleruds IF     | 3-0          | Carlstad United BK   |
| Stångenäs AIS    | 4-2          | Gunnilse IS          |
| IFK Hässleholm   | 4-3 nv       | Ljungby IF           |
| Skellefteå FF    | 2-1          | Bodens BK            |
| Älmhults IF      | 1-0          | Malmö City FC        |
| Onsala BK        | 1-0          | Dalstorps IF         |
| BKV Norrtälje    | 4-4 ns (7-6) | IK Frej              |
| Nyköpings BIS    | 3-3 ns (3-5) | Sollentuna United FF |
| Nässjö FF        | 2-2 ns (4-5) | Sandareds IF         |
| Bele Barkarby FF | 1-1 ns (3-5) | Vasalunds IF         |
| Galtabäcks BK    | 0-9          | Alingsås IF          |

| Thuisclub         | Uitslag | Uitclub             |
| ----------------- | ------- | ------------------- |
| Svärtinge SK      | 1-9     | Enskede IK          |
| Islingby IK       | 0-4     | Hudiksvalls ABK     |
| Skogsbo-Avesta IF | 0-4     | Sandvikens IF       |
| FC Gute           | 0-3     | IK Sirius FK        |
| Spårvägens FF     | 0-3     | Valsta Syrianska IK |
| IFK Skövde FK     | 2-4     | Karlslunds IF HFK   |
| Älvsborg FF       | 1-3     | IFK Fjärås          |
| Lindsdals IF      | 2-3     | Kristianstads FF    |
| Rotebro IS FF     | 1-2     | Akropolis IF        |
| Värmbols FC       | 1-2     | Hammarby Talang FF  |
| Robertsfors IK    | 1-2     | IFK Luleå           |
| KB Karlskoga FF   | 0-1     | Skövde AIK          |
| IFK Trelleborg    | 0-1 nv  | Högaborgs BK        |

### Eerste ronde
De wedstrijden in de eerste ronde werden van 16 maart tot en met 5 april gespeeld.
| Thuisclub         | Uitslag      | Uitclub              |
| ----------------- | ------------ | -------------------- |
| Vasalunds IF      | 4-0          | Sollentuna United FF |
| IK Sirius FK      | 4-1          | FC Väsby United      |
| BKV Norrtälje     | 2-1          | IK Sleipner          |
| Älmhults IF       | 1-0          | Sölvesborgs GoIF     |
| Enskede IK        | 1-0          | Hammarby Talang FF   |
| Akropolis IF      | 3-3 ns (4-2) | Valsta Syrianska IK  |
| Karlslunds IF HFK | 3-3 ns (7-6) | Skövde AIK           |
| Oskarshamns AIK   | 3-3 ns (4-3) | Smedby AIS           |
| IFK Mariestad     | 0-8          | Degerfors IF         |
| Melleruds IF      | 1-6          | Karlstad BK          |
| Friska Viljor FC  | 1-6          | Östersunds FK        |
| Skellefteå FF     | 0-5          | IFK Luleå            |

| Thuisclub        | Uitslag | Uitclub             |
| ---------------- | ------- | ------------------- |
| Höllvikens GIF   | 1-5     | Ängelholms FF       |
| IFK Hässleholm   | 1-5     | Östers IF           |
| Alingsås IF      | 1-5     | Torslanda IK        |
| Högaborgs BK     | 0-4     | IF Limhamn Bunkeflo |
| Sandareds IF     | 0-4     | Jönköpings Södra IF |
| GIF Nike         | 1-4     | Lunds BK            |
| Kristianstads FF | 0-3     | IFK Värnamo         |
| Hudiksvalls ABK  | 0-3     | IK Brage            |
| Onsala BK        | 0-3     | Lindome GIF         |
| IFK Fjärås       | 4-5     | FC Trollhättan      |
| Sandvikens IF    | 2-3     | Västerås SK         |
| Stångenäs AIS    | 0-1     | Örgryte IS          |

### Tweede ronde
De wedstrijden in de tweede ronde werden van 6 tot en met 27 april gespeeld.
| Thuisclub           | Uitslag | Uitclub              |
| ------------------- | ------- | -------------------- |
| IK Sirius FK        | 4-2 nv  | IK Brage             |
| FC Trollhättan      | 2-0     | Degerfors IF         |
| IF Limhamn Bunkeflo | 3-2     | Ängelholms FF        |
| BKV Norrtälje       | 1-0     | Hammarby IF          |
| IFK Luleå           | 1-0     | Assyriska Föreningen |
| Karlstad BK         | 1-0     | Västerås SK          |
| Karlslunds IF HFK   | 0-4     | Åtvidabergs FF       |
| Akropolis IF        | 1-4     | IF Brommapojkarna    |

| Thuisclub       | Uitslag | Uitclub             |
| --------------- | ------- | ------------------- |
| Örgryte IS      | 0-3     | Falkenbergs FF      |
| Östersunds FK   | 0-3     | GIF Sundsvall       |
| Torslanda IK    | 0-3     | Ljungskile SK       |
| Lindome GIF     | 1-3     | Jönköpings Södra IF |
| Älmhults IF     | 0-2     | Östers IF           |
| Enskede IK      | 3-4     | Vasalunds IF        |
| Oskarshamns AIK | 1-2     | IFK Värnamo         |
| Lunds BK        | 0-1     | Landskrona BoIS     |

### Derde ronde
De wedstrijden in de derde ronde werden op 10, 11, 12 en 18 mei gespeeld. De zestien clubs uit de Allsvenskan stroomden deze ronde in, zij speelden allen een uitwedstrijd.
| Thuisclub           | Uitslag      | Uitclub       |
| ------------------- | ------------ | ------------- |
| Åtvidabergs FF      | 3-0          | AIK Stockholm |
| IF Brommapojkarna   | 3-1          | Gefle IF      |
| Vasalunds IF        | 2-1          | Mjällby AIF   |
| Falkenbergs FF      | 0-0 ns (4-2) | Syrianska FC  |
| Östers IF           | 0-0 ns (4-2) | BK Häcken     |
| Ljungskile SK       | 2-2 ns (2-4) | Örebro SK     |
| IF Limhamn Bunkeflo | 2-6          | IFK Göteborg  |
| Jönköpings Södra IF | 0-4          | Malmö FF      |

| Thuisclub       | Uitslag | Uitclub         |
| --------------- | ------- | --------------- |
| Karlstad BK     | 1-4     | Halmstads BK    |
| Landskrona BoIS | 2-4 nv  | Helsingborgs IF |
| BKV Norrtälje   | 3-4     | IFK Norrköping  |
| GIF Sundsvall   | 2-3 nv  | GAIS Göteborg   |
| IFK Luleå       | 1-2     | Djurgårdens IF  |
| FC Trollhättan  | 1-2     | Trelleborgs FF  |
| IFK Värnamo     | 0-1     | IF Elfsborg     |
| IK Sirius FK    | 0-1     | Kalmar FF       |

### Vierde ronde
De wedstrijden in de vierde ronde werden op 29 mei gespeeld.
| Thuisclub       | Uitslag | Uitclub           |
| --------------- | ------- | ----------------- |
| IF Elfsborg     | 3-1     | IF Brommapojkarna |
| Åtvidabergs FF  | 2-1     | Östers IF         |
| Helsingborgs IF | 2-1     | Trelleborgs FF    |
| IFK Göteborg    | 1-0     | Djurgårdens IF    |

| Thuisclub      | Uitslag      | Uitclub        |
| -------------- | ------------ | -------------- |
| Örebro SK      | 1-0          | GAIS Göteborg  |
| Vasalunds IF   | 0-0 ns (4-5) | Falkenbergs FF |
| Halmstads BK   | 0-3          | Malmö FF       |
| IFK Norrköping | 0-2          | Kalmar FF      |

## Schema
|  | kwartfinale     | kwartfinale     |              |   | halve finale | halve finale |  |  | finale | finale |
|  |                 |                 |              |   |              |              |  |  |        |        |
|  |                 |                 |              |   |              |              |  |  |        |        |
|  | 15 juni         |                 |              |   |              |              |  |  |        |        |
|  |                 |                 |              |   |              |              |  |  |        |        |
|  | Kalmar FF       | 1 (4)           |              |   |              |              |  |  |        |        |
|  | Kalmar FF       | 1 (4)           | 14 september |   |              |              |  |  |        |        |
|  | Malmö FF        | 1 (3)           |              |   |              |              |  |  |        |        |
|  | Malmö FF        | 1 (3)           | Kalmar FF    | 4 |              |              |  |  |        |        |
|  | 21 juli         |                 | Kalmar FF    | 4 |              |              |  |  |        |        |
|  |                 | IFK Göteborg    | 3            |   |              |              |  |  |        |        |
|  | Falkenbergs FF  | IFK Göteborg    | 3            | 2 |              |              |  |  |        |        |
|  | Falkenbergs FF  |                 | 5 november   | 2 |              |              |  |  |        |        |
|  | IFK Göteborg    | 3               |              |   |              |              |  |  |        |        |
|  | IFK Göteborg    | 3               | Kalmar FF    | 1 |              |              |  |  |        |        |
|  | 20 augustus     |                 | Kalmar FF    | 1 |              |              |  |  |        |        |
|  |                 | Helsingborgs IF | 3            |   |              |              |  |  |        |        |
|  | Åtvidabergs FF  | Helsingborgs IF | 3            | 0 |              |              |  |  |        |        |
|  | Åtvidabergs FF  | 29 oktober      |              | 0 |              |              |  |  |        |        |
|  | Örebro SK       | 3               |              |   |              |              |  |  |        |        |
|  | Örebro SK       | 3               | Örebro SK    | 1 |              |              |  |  |        |        |
|  | 29 september    |                 | Örebro SK    | 1 |              |              |  |  |        |        |
|  |                 | Helsingborgs IF | 3            |   |              |              |  |  |        |        |
|  | Helsingborgs IF | Helsingborgs IF | 3            | 2 |              |              |  |  |        |        |
|  | Helsingborgs IF |                 |              | 2 |              |              |  |  |        |        |
|  | IF Elfsborg     | 0               |              |   |              |              |  |  |        |        |
|  | IF Elfsborg     | 0               |              |   |              |              |  |  |        |        |

### Kwartfinale
| Datum | Thuisclub       | Uitslag      | Uitclub      |
| ----- | --------------- | ------------ | ------------ |
| 15-06 | Kalmar FF       | 1-1 ns (4-3) | Malmö FF     |
| 15-06 | Åtvidabergs FF  | 0-3          | Örebro SK    |
| 21-07 | Falkenbergs FF  | 2-3          | IFK Göteborg |
| 29-09 | Helsingborgs IF | 2-0          | IF Elfsborg  |

### Halve finale
| Datum | Thuisclub    | Uitslag | Uitclub         |
| ----- | ------------ | ------- | --------------- |
| 14-09 | IFK Göteborg | 3-4 nv  | Kalmar FF       |
| 29-10 | Örebro SK    | 1-3     | Helsingborgs IF |

### Finale
| Datum | Winnaar         | Uitslag | Finalist  |
| ----- | --------------- | ------- | --------- |
| 05-11 | Helsingborgs IF | 3-1     | Kalmar FF |